# Steve Prefontaine
Steve Roland Prefontaine (* 25. Januar 1951 in Coos Bay, Oregon; † 30. Mai 1975 in Eugene, Oregon) war ein US-amerikanischer Leichtathlet und Olympiateilnehmer (1972).

## Werdegang
Seine Karriere begann an der Marshfield High School in Coos Bay, Oregon.
1969 wurde Prefontaine in das Track & Field-Team der Universität Oregon aufgenommen, das seinerzeit von dem legendären Coach und Nike Mitbegründer Bill Bowerman trainiert wurde, der auch alle Laufschuhe für seine Schützlinge selber machte. Dort gewann er in vier Jahren sieben NCAA-Titel, zudem hielt er acht amerikanische Bestzeiten, von denen zwei heute immer noch Bestand haben. Während seiner Karriere brach er seine eigenen amerikanischen Rekorde 14-mal. Er war auch bekannt für seine philosophischen Einsichten bezüglich Langstreckenlauf als Wettkampf und Lebensstil, welche auch seinen Trainer Bill Bowerman beeindruckten.
1972 startete Steve Prefontaine im Alter von 21 Jahren bei den Olympischen Spielen in München als zweitjüngster 5000-Meter-Läufer aller Zeiten in der olympischen Geschichte. Vor ihm lief der damals neunzehnjährige Louis Zamperini als bisher jüngster 5000-m-Teilnehmer 1936 bei den Olympischen Spielen in Berlin dieselbe Strecke. Das Rennen selbst beendete er auf dem vierten Platz hinter Lasse Virén (Finnland), Mohamed Gammoudi (Tunesien) und Ian Stewart (Großbritannien).
Das Rennen lief für „Pre“, wie er von seinen Fans genannt wurde, taktisch und strategisch ungünstig. Als Tempoläufer, der ein durchweg schnelles und mit zyklischen Geschwindigkeitsänderungen geführtes Rennen liebte, passten ihm langsame Anfangsrunden überhaupt nicht ins Konzept, da dadurch die endspurtstarken Athleten favorisiert waren. Somit übernahm Prefontaine die Führung und verschärfte die Geschwindigkeit erheblich. Dennoch gelang es ihm nicht, die damals weltbesten Läufer Virén, Gammoudi und Stewart entscheidend zu distanzieren. Nach mehreren Tempowechseln und Angriffen musste sich der US-Amerikaner der taktischen Cleverness des Tunesiers und der seinerzeit überragenden Form des Finnen geschlagen geben. Auf den letzten Metern und mit letzter Kraft der Ziellinie entgegensteuernd, wurde er noch vom Briten Stewart überholt, was für ihn letztendlich den vierten Platz bedeutete.

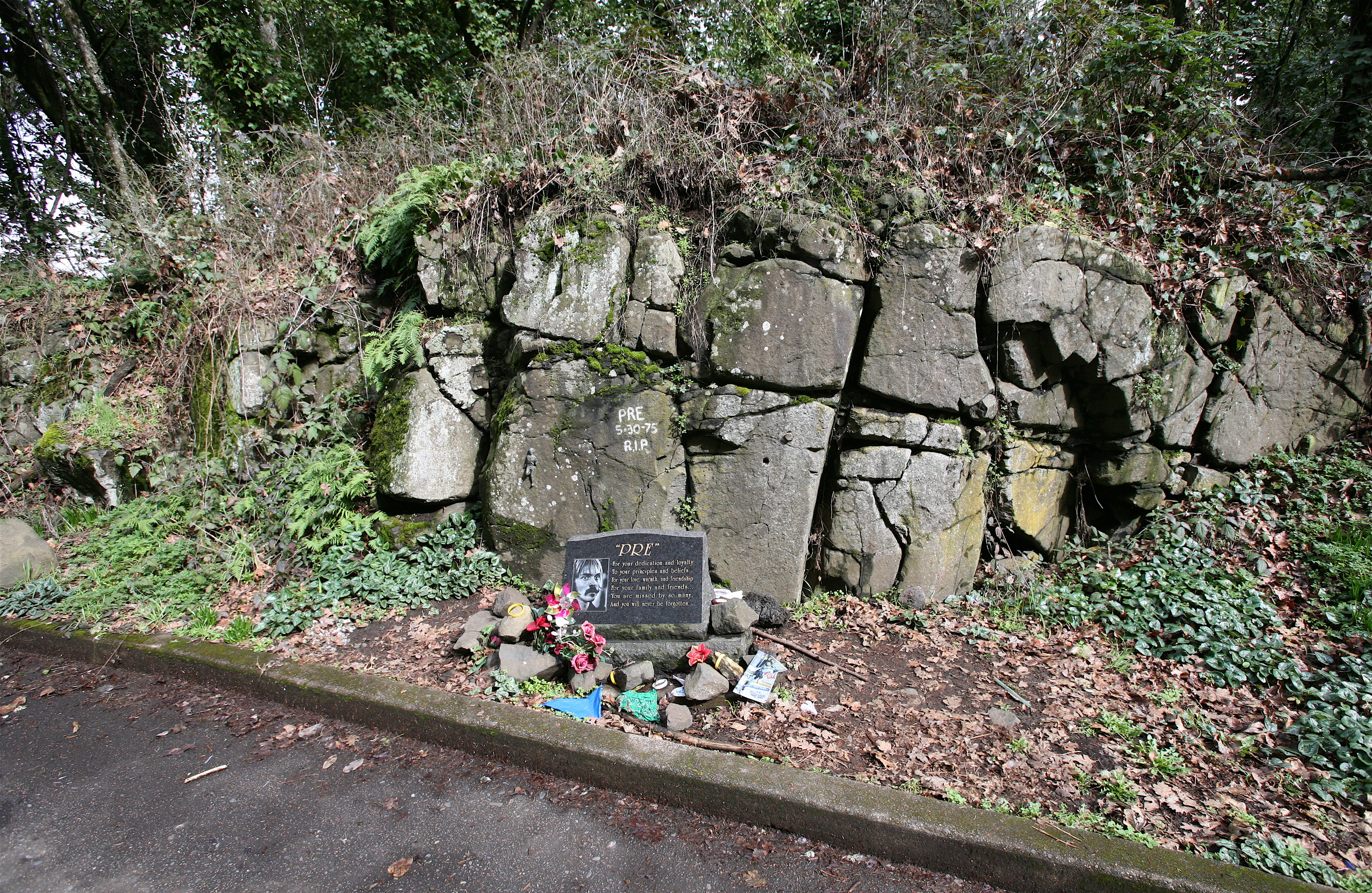
Todesstelle

Ein Angebot, Profiläufer zu werden, lehnte Prefontaine ab, um weiterhin an den Olympischen Spielen teilnehmen zu können. Er setzte sich maßgeblich für die Rechte der Amateursportler in den USA ein. Sein großes Ziel waren die Olympischen Spiele 1976 in Montreal, bei denen er diesmal unbedingt über die 5000 m siegen wollte. 
Steve Prefontaine starb am 30. Mai 1975 im Alter von 24 Jahren bei einem Autounfall.

## Widmungen
- Das jährlich in Eugene stattfindende Leichtathletik-Meeting Prefontaine Classic ist ihm zu Ehren benannt.

## Verfilmungen
Prefontaines Leben wurde zweimal verfilmt. 1997 wurde er von Jared Leto in „Prefontaine“ (Steve Prefontaine – Der Langstreckenläufer) verkörpert, und 1998 übernahm Billy Crudup in „Without Limits“ (Grenzenlos) die Hauptrolle.

## Persönliche Bestleistungen
- 1500 Meter – 3:38.1
- 1 Meile – 3:54.6
- 2000 Meter – 5:01.4
- 3000 Meter – 7:42.6
- 3 Meilen – 12:51.4
- 5000 Meter – 13:21.87
- 10.000 Meter – 27:43.6